# Kožbana
Kožbana – wieś w Słowenii, w gminie Brda. W 2018 roku liczyła 37 mieszkańców.